# Голод (Marvel Comics)
Голод (англ. Hunger), настоящее имя — Локсиас Краун (англ. Loxias Crown) — суперзлодей, появляющийся в американских комиксах, публикуемых Marvel Comics. Создан писателем Говардом Макки и художником Джоном Ромитой-младшим и дебютировал в 76-м выпуске серии Spider-Man (январь 1997). Выступает в качестве противника Человека-паука, Блэйда и Морбиуса.
Локсиас Краун предстаёт как агент «Гидры», который, вследствие экспериментов учёного Уильяма Филдса, был наделён сверхспособностями. Локсиас, не получив информацию о генераторе, благодаря которому обрёл способности, убивает Филдса. Спустя годы желающий мести сын Уильяма, Тодд, вместе с супергероем Человеком-пауком побеждает Крауна. Локсиас знакомится с вампиром Майклом Морбиусом, исследованиями которого занималась его возлюбленная, Андреа Янсон. С течением времени вознамерившийся получить силы вампира Краун берёт в плен Морбиуса, и тот кусает его, придав ему аналогичные способности. Ставший вампиром Локсиас нарекает себя Голодом и начинает похищать людей в своё логово, чтобы впоследствии обескровить их. Человек-паук освобождает похищенных граждан и, объединившись с Блэйдом, превозмогает Крауна.
В фильме Вселенной Человека-паука от Sony «Морбиус» (2022) актёр Мэтт Смит исполнил роль основанного на Голоде персонажа — Майло.
Голод занял 9-е место в списке «10 самых значимых вампиров Marvel» по версии Comic Book Resources.